# Bärwurz (Spirituose)
Der Bärwurz – mit männlichem Artikel im Gegensatz zur weiblichen Pflanze – ist ein klarer, hochprozentiger Schnaps des Bayerischen Waldes und des Vogtlandes, der aus einer der beiden dort heimischen Gewürz- und Heilpflanzen Meum athamanticum (Bärwurz) oder Mutellina adonidifolia (Alpen-Mutterwurz, ehemals: Ligusticum mutellina) hergestellt und in Stärken von mindestens 38 % vol. Alkoholgehalt in den Handel gebracht wird, meist in der Funktion als Digestivum.

## Verwendete Pflanze
Die Bärwurz ist im Bayerischen Wald heimisch und wird seit Jahrhunderten als Gewürz- und Heilpflanze verwendet, vornehmlich zur Besserung der Verdauungsleistung von Mensch und Tier. Die Bärwurz steht im Bayerischen Wald unter Naturschutz; natürliche Bestände finden sich am Großen und Kleinen Arber, am Rachel und am Lusen. Für die Schnapsproduktion wird die Pflanze inzwischen gewerblich angebaut. Die wildwachsende Wurzel ist jedoch im Hinblick auf die Wirkstoffe weitaus interessanter, da die Pflanze in Monokultur gespritzt wird und somit ihre Schutz- sprich Wirkstoffe nicht ausbilden muss. Zudem nimmt das Terroir der Höhenlagen direkten Einfluss auf den Geschmack. Um die wildwachsende Pflanze zu sammeln, benötigt man eine Sammelerlaubnis. Diese erhält, wer nachhaltig zu sammeln versteht, indem nur die Hauptwurzel geerntet wird und die Seitenwurzeln in der Erde verbleiben, um neue Pflanzen ausbilden zu können.
Der Pflanzenname erschien erstmals schon im 12. Jahrhundert, als „Berwurtz“, möglicherweise so entstanden wegen der heilsamen Wirkung bei Krankheiten der Gebärmutter (Gebärmutterwurz) oder wegen schopfartiger Bartreste am Stängelgrund, die einem zottigen Bärenfell gleichen. Die Pflanze wird bis zu 60 cm hoch und wurzelt bis zu einem Meter tief. Alle Teile der Pflanze besitzen einen durchdringenden, auch bei Trocknung bleibenden, gewürzhaften Geruch nach Petersilie, Sellerie und Liebstöckel und einen scharfen, aromatischen, aber auch süßlichen Geschmack.

## Herstellungsverfahren

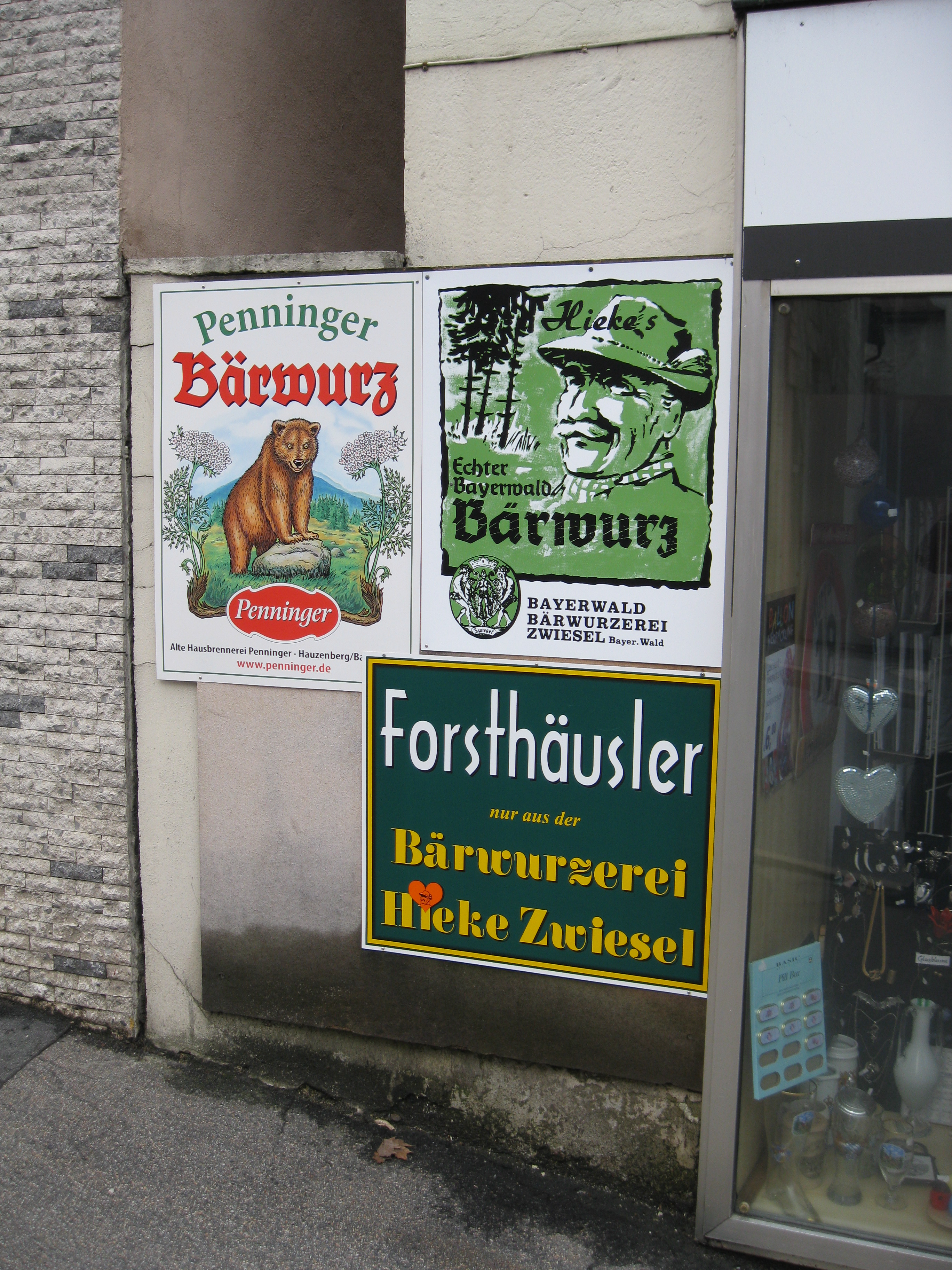
Werbung für Bärwurz in Grafenau im Bayerischen Wald

Zur Herstellung des im Bayerischen Wald beliebten Getränkes Bärwurz wird nur die Wurzel verwendet, die bis zu acht Jahre heranwachsen muss. Die gesammelten Wurzeln werden gewaschen und zerkleinert, anschließend in einem Mazeriergefäß weiter aufgeschlossen, wobei die typischen Aromastoffe der Bärwurz mit hochprozentigem Alkohol extrahiert werden.  Nach einer Lagerdauer von wenigen Stunden bis Tagen wird der Bärwurzextrakt in einem Brennkessel erhitzt und dann in ca. 2–3 Stunden destilliert. Anschließend wird das Destillat in Eichen- oder Steinzeugfässern oder Edelstahltanks gelagert, wobei die Lagerdauer von der Art der Lagerung abhängt. In Stahltanks wird das Destillat oft nur wenige Tage bis Wochen gelagert, im Eichenfass kann es mehrere Jahre reifen. Danach wird das gereifte, im Fall der Eichenfasslagerung etwas goldgelb gewordene Destillat entnommen, mit möglichst neutralem Wasser auf Trinkstärke herabgesetzt und so in den Handel gebracht.
Eine Variante dieses Verfahrens ist im Fichtelgebirge zu Hause. Hier werden die Samen der Bärwurz gesammelt, mazeriert und destilliert: dies hat den Vorteil, dass das Wachstum der wertvollen Wildpflanze nicht beeinträchtigt wird (Nachhaltigkeit). Der typische Bärwurzgeschmack ist auch in dieser Spirituose enthalten, allerdings fehlt der wurzelige Geschmack.

## Produktion und Vertrieb
Der Bärwurz wird von einer Reihe von spezialisierten Brennereien, welche sich meist in Familienbesitz befinden, hergestellt und in einer typischen zylinderförmigen Steingutflasche  in verschiedenen Trinkstärken (meist zwischen 40 und 50 %) vermarktet.
Bekannte Bärwurz-Produzenten finden sich in:
- Arrach
  - Bärwurzerei Drexler
- Hauzenberg
  - Alte Hausbrennerei Penninger
- Bad Kötzting
  - Bärwurzquelle Bad Kötzting
  - Bärwurzerei Liebl

- Zwiesel

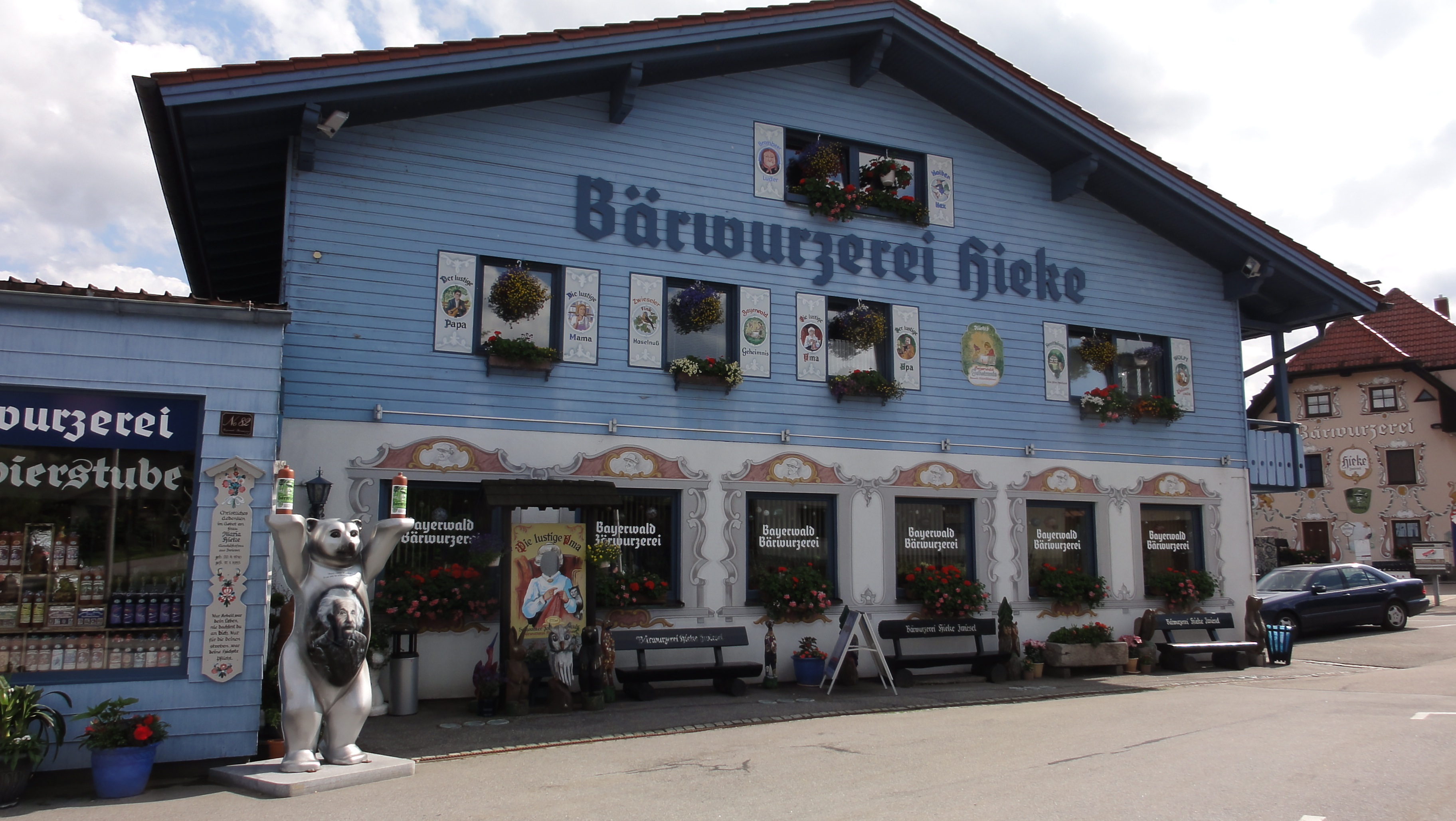
Bärwurzerei Hieke in Zwiesel

  - Bärwurzerei Hieke (geschlossen Ende 2024)[1]
- Deggendorf/Mietraching
  - Brennerei zum Bären
- Schönberg
  - Bärwurzbrennerei Schloss Ramelsberg
- Zwota
  - Bärwurz Meinel
- Weißenstadt im Fichtelgebirge
  - Sack’s Destille

und andernorts.